# Malalai Kakar
Malalai Kakar (Kandahar 1967 – 28 de septiembre de 2008) fue la mujer policía de más alto perfil en Afganistán después de la salida de los talibanes en 2001. Teniente coronel, fue jefa del departamento de crímenes contra la mujer de la provincia de Kandahar. Kakar, que recibió numerosas amenazas de muerte, fue asesinada por los talibanes el 28 de septiembre de 2008. 
Kakar se unió a la policía en 1982, siguiendo los pasos de su padre y hermanos. Ella fue la primera mujer en graduarse en la Academia de policía de Kandahar, y la primera en convertirse en investigador en el Departamento de Policía de Kandahar.

## Cuestiones de género en la aplicación de la ley en Afganistán
El destino de Malalai Kakar ilustra la complejidad de las cuestiones de género en la aplicación de la ley en Afganistán. Las mujeres policía afganas salen de su hogar ocultas tras un burka, para vestirse de uniforme y llevar el arma reglamentaria al llegar a sus puestos de trabajo como policías. 
A finales de 2009 había unas 500 mujeres policía en servicio activo en Afganistán, en comparación con cerca de 92.500 hombres policía. Unas pocas docenas sirven en las provincias sureñas de Kandahar y Helmand, donde la influencia de los talibanes es más fuerte.
Las mujeres policía juegan un papel esencial en la guerra contra los insurgentes en Afganistán. En una cultura marcada por una estricta separación de sexos, las fuerzas de seguridad necesitan mujeres para llevar a cabo ciertas tareas, como registrar a otras mujeres y domicilios. Ellas son esenciales para registrar domicilios, debido a que los afganos se sientes ofendidos cuando soldados y policías de sexo masculino entran en habitaciones donde mujeres están presentes, y en los puestos de seguridad no pueden registrar mujeres por portar armas o contrabando. 
En diciembre de 2009, el coronel Shafiqa Quraisha, jefe de la Unidad de Asuntos de Género de la policía afgana, describe una redada en la que los insurgentes habían reunido a las mujeres en una habitación donde también estaban escondidas las armas. Ella fue capaz de registrar tanto a las mujeres como la propia habitación, encontrando las armas. Al entrar en una casa, cuando una mujer policía es el primero en entrar, los residentes masculinos no pueden quejarse de que la policía haya violado el decoro por introducirse en una residencia con mujeres en su interior.

## Muerte
Malalai Kakar fue tiroteada entre las 7 y 8 de la mañana en su coche, enfrente de su domicilio, mientras acudía a trabajar. Cuando falleció contaba con cerca de 40 años y tenía 6 hijos. 